# Cristian González Aidinovich
Cristian Mario González Aidinovich, (Montevideo, Uruguay, 19 de diciembre de 1976) conocido como Cristian González, es un exfutbolista uruguayo que jugaba como defensa.

## Clubes
| Club                | País    | Año         | Partidos | Goles |
| ------------------- | ------- | ----------- | -------- | ----- |
| Liverpool           | Uruguay | 1998 - 1999 | 46       | 0     |
| Defensor Sporting   | Uruguay | 2000 - 2004 | 91       | 2     |
| Deportivo Maldonado | Uruguay | 2001        | 1        | 0     |
| Las Palmas          | España  | 2003 - 2004 | 26       | 2     |
| Peñarol             | Uruguay | 2004 - 2005 | 26       | 0     |
| Maccabi Tel Aviv    | Israel  | 2005 - 2006 | 24       | 0     |
| Ashdod              | Israel  | 2006 - 2010 | 112      | 2     |
| Beitar Jerusalem    | Israel  | 2010 - 2011 | 34       | 2     |
| River Plate         | Uruguay | 2011 - 2016 | 68       | 3     |
| Plaza Colonia       | Uruguay | 2016 - 2017 | 14       | 1     |
| Deportivo Maldonado | Uruguay | 2017 - 2018 | 16       | 0     |
| Sud América         | Uruguay | 2018 - 2019 | 16       | 2     |